# Max Sørensen
Pour les articles homonymes, voir Sørensen.
Max Sørensen (1913-1981), est un juriste danois. Il enseigna notamment le droit international à l'université d'Aarhus. Il fut chef de délégation aux deux conférences sur le droit de la mer en 1958 et 1960. Il fut également président de la Commission européenne des droits de l'homme. En outre il siégea comme juge à la Cour de justice des Communautés européennes.

## Citation
« Les systèmes juridiques européens n'ont pas, par le seul fait d'être européens, une prépondérance quelconque dans la constatation des principes généraux de droit. »

## Publications
- La prescription en droit international
- Les sources du droit international
- Principes de droit international public